# Pomnik Juliusza Słowackiego w Warszawie
Pomnik Juliusza Słowackiego w Warszawie – monument Juliusza Słowackiego znajdujący się na placu Bankowym w Warszawie. 

## Opis
Akt erekcyjny budowy pomnika został podpisany 28 marca 2001 w Pałacu Prezydenckim; dokument został wcześniej podpisany przez papieża Jana Pawła II. W czasie uroczystości prezydent Aleksander Kwaśniewski powołał Honorowy Komitet Budowy Pomnika Juliusza Słowackiego w Warszawie. 
Pomnik dłuta Edwarda Wittiga odsłonięto w 2001 w miejscu po rozebranym w 1989 pomniku Feliksa Dzierżyńskiego.
Figurę poety odlano w brązie na podstawie zachowanego w zbiorach Muzeum Narodowego w Warszawie modelu wykonanego w 1932 z myślą o pomniku dla Lwowa.
W 2025 roku, w ramach rewitalizacji placu Bankowego, przy pomniku urządzono skwer.